# Сільниця
Сільни́ця — село в Україні,  у Тульчинській міській громаді Тульчинського району Вінницької області.

## З історії села
Історія Сільниці бере свій початок ще з XIV століття. До сорокових років село було поділено на два незалежно існуючих села Лука і Жабокрич, згодом носило назву Лука-Жабокрич. Теперішню назву село Сільниця отримало порівняно недавно, і, очевидно, назва ця викликана розташуванням села, оскільки воно сходиться в низинку, подібно до форми сільнички.
Найімовірнішим поясненням назви села є найменування річки Сільниця, що починає свої води у цьому селі.
Село Сільниця розташоване у мальовничій місцевості у верхів'ї обох берегів річки Сільниці — притоки Південного Бугу, за чотири кілометри від залізничної станції Юрківка та 18 кілометрів від районного центру — міста Тульчина.
Згідно з переказами, у давнину на сільницьких землях в урочищі «Ляльки» існувало поселення людей, стародавнє містечко Лебедин. Підтвердженням того, що містечко дійсно було, є предмети, які час від часу знаходяться на цьому місці (цегла, знаряддя, черепки). Іноді після дощу на ріллі проглядаються квадрати, мабуть сліди будинків.
Деякі жителі з сім'ями зуміли втекти від гайдамаків і заховатися в заростях. Так один із жителів поселення Кузьма з сім'єю заховався на схід від «Ляльків» і тут оселився. Через деякий час сюди прибували інші втікачі, а з часом тут утворилося поселення, яке назвали «Кузьмін», на честь першого поселенця.
Село Лука-Жабокрич розмістилось в низині, нижче за течією, вздовж річки Сільниці, яка ділить село на дві частини: південну, що носить назву «Лука», і північну, що зветься «Слобідка». Лука-Жабокрич, як і багато інших сіл України, має свої історико-географічні частини.
На жаль, історія не зберегла нам документів, які розповіли б про походження села Лука-Жабокрич, яке в наш час[коли?] входить до складу села Сільниці і більше не існує як самостійна адміністративна одиниця. Про нього можна судити з розповідей старожилів та скупих архівних матеріалів середини XVIII ст.
Про те, що люди жили на території Луки-Жабокрича давно свідчать археологічні знахідки, що відносяться до часів палеоліту. Офіційно перші згадки про село відносяться до XVIII століття. Перша назва села — Слобідка, тобто село, де не було кріпаччини, поміщика, жили вільні люди. Потім в селі оселився чоловік на ім'я Лука з сусіднього села Жабокрича. Його оселя була в південній частині села на початку сучасної вулиці Чапаєва. Так і вулиця називалась Лука, а село почало називатись Лука-Жабокрич (Лука з Жабокрича), пізніше трансформувалось в Лука-Жабокрицька.
Першим жителям на території Луки-Жабокрицької прийшлось зустрітись з певними труднощами. Майже вся територія була вкрита лісом. Доводилось докладати великих зусиль, щоб викорчовувати дерева, обробити землю, виростити хліб. І досі збереглися окремі гаї з акацій, беріз, ясенів, дубів — мовчазних свідків давнини.
Південно-східна частина Луки-Жабокрича носила назву Березівка через великі березові гаї, що колись вкривали цю територію. Північно-східна — Ланок -через великий лан, що колись тут як і зараз простягався.
У першої назви села (Слобідка) така історія. Уряд Богдана Хмельницького виділив частині козаків землю за бойову доблесть і мужність проявлену в часи Визвольної війни проти польських загарбників. Про це було складено відповідну грамоту, яка, на жаль, тепер безслідно втрачена.
Назви Лука-Жабокрич, Березівка, Ланок, Лука вживаються й досі. Кордон між селами Лука-Жабокрич і Сільниця носив досить умовний характер і проходив ровом за сьогоднішнім пам'ятником загиблим односельчанам в роки війни. Люди обох сіл в усі часи знали один одного, було багато родичів з одного села в іншому.
7 (20) листопада 1917 року, відповідно до Третього Універсалу Української Центральної Ради, увійшло до складу Української Народної Республіки.
В 1975 р. с. Лука-Жабокрицька перейменоване в с. Сільницю. Про це було вирішено ще на загальних зборах громадян двох сіл 1950 року, але це рішення було проігнороване місцевими керівниками.
12 червня 2020 року, відповідно до Розпорядження Кабінету Міністрів України від  № 707-р «Про визначення адміністративних центрів та затвердження територій територіальних громад Вінницької області», увійшло до складу Тульчинської міської громади.
19 липня 2020 року, в результаті адміністративно-територіальної реформи та ліквідації Тульчинського району, село увійшло до складу новоутвореного Тульчинського району.

## Населення
Станом на 1.01.2020 р. в селі нараховувалося всього 849 осіб.
Різко зменшилась кількість новонароджених і збільшилась смертність населення в селі.
Про це свідчать дані з наведеної таблиці:
Статистичні дані про населення села Сільниці
| Роки       | 1988 | 1989 | 1990 | 1991 | 1992 | 1993 | 1994 | 1995 | 1996 | 1997 | 1998 | 1999 | 2000 |
| ---------- | ---- | ---- | ---- | ---- | ---- | ---- | ---- | ---- | ---- | ---- | ---- | ---- | ---- |
| Народилось | 13   | 11   | 6    | 8    | 5    | 6    | 11   | 6    | 9    | 6    | 9    | 7    | 4    |
| Смертність | 26   | 35   | 28   | 28   | 26   | 20   | 35   | 23   | 27   | 24   | 29   | 22   | 21   |
| Шлюби      | 13   | 10   | 7    | 9    | 6    | 6    | 8    | 10   | 1    | 4    | 7    | 6    | 3    |

## Освіта
В 1920 р. в с. Лука-Жабокрич була відкрита початкова школа. Лука-Жабокрицька початкова школа, яку очолював Голуб Іван Петрович, була однією з найкращих у Шпиківському, а згодом Тульчинському районі. Вона вважалася опорною школою. На її базі проводилися районні та обласні семінари учителів початкових класів. Школа давала міцні знання учням. В ній навчалися: колишній голова Тульчинського райвиконкому Подолянчук Є. А., льотчик високого класу, майор Радянської Армії Процгок О. Ф., який під час Вітчизняної війни готував молодих авіаторів на фронт, майбутні вчителі М. С. Майструк, М. Л. Траченко, В. Я. Онищук, Г. К. Трачук, П. Л. Мельник, М. Ф. Процюк, Ю. Л. Кравець.
У с. Сільниці школа була відкрита священиком П. Т. Гладкевичем в 1871 році.
До 1933 року в селі функціонувала початкова школа. В 1932 р. початкова школа була реорганізована в неповно-середню і відкритий п'ятий клас. Вчителів з вищою освітою не було. В 1935 році відбувся перший випуск учнів Сільницької школи. В той період багато дітей одержували лише початкову освіту, а частина не навчалась зовсім.
Відповідно до постанови уряду про ліквідацію неписьменності в Сільниці наприкінці 20-х років, на початку 30-х років ліквідація неписьменності набула масового характеру. Всі неписьменні і малописьменні віком від 18 до 50 років навчалися грамоти. Для проведення занять на кожній вулиці було відкрито хату-читальню. В них заняття проводили виділені сільською радою письменні люди, а вчителі контролювали їх роботу і надавали методичну допомогу.
За період з 1936 по 1941 рік в селі неповну середню освіту здобуло понад 200 чоловік. В період окупації школа існувала лише формально. Після звільнення села навчання відновилося, але школа переживала великі труднощі. Не було зошитів, письмового приладдя, не вистачало підручників, матеріалів для трудового навчання. Два шкільні будинки були розташовані на значній відстані один від одного. В 1944 р. був перший післявоєнний випуск учнів-семикласників різних років народження.
У другій половині 40-х років було запроваджено загальне обов'язкове семирічне, а в грудні 1958 року восьмирічне навчання. В 50-х роках швидко розвивається середня освіта. В селі також діяла вечірня школа в складі 9-11 класів (директор Ф. Свиридов), а згодом Сільницький НКП Шпиківської, а потім Тульчинської заочної середньої школи, де навчалася молодь, яка працювала на виробництві. Всі випускники восьмирічної школи здобували середню освіту в Юрківській або Шпиківській СІП, технікумах та ПТУ. Але матеріальна база школи в 1950-1960-х роках була надто слабкою. Шкільні приміщення були мало пристосовані, класні кімнати тісні, не вистачало наочних посібників. В 1958—1960-х роках шляхом народної будови старий будинок школи, де раніше працював клуб, був перенесений до основного так званого «попівського» та побудована примітивна шкільна майстерня по дереву та металу. У грудні 1977 р. розпочалося будівництво, яке затягнулося до 1981 р.
25 грудня 1971 р. педколектив, учні, батьки та громадськість села широко відсвяткували сторіччя заснування школи.
В 1973 р. Лука-Жабокрицька початкова школа була об'єднана з Сільницькою 8-річною. Внаслідок чого збільшилася кількість учнів до 210, а класі в-комплектів — до 9.
З 90-х років разом з загостренням кризи в державі значно погіршилась матеріальне становище школи. За останнє десятиліття різко скоротилася кількість учнів та вчителів.
Не зважаючи на всі негаразди, школа виконує свою основну функцію з навчання і виховання підростаючого покоління.

## Культура
В дореволюційний період в селі культурних установ, крім церкви не було.
У 1928 році було побудовано будинок, у якому розташувалася сільська рада, читальня, сільбуд (так називався теперішній клуб), який потім перейменували на колбуд (колгоспний будинок). Завідувачем був Заремба Яків Кирилович. У селі діяли початкова школа, яка в 1933 році реорганізована в неповну середню (семирічну). Збільшилась кількість учителів-викладачів різних предметів. Серед них був вчитель Дука Йосип Терентійович. Він викладав математику, німецьку мову і співи, грав на скрипці та інших струнних інструментах. З його ініціативи за сприяння сільської ради за кошти з колгоспів (у селі їх було три) у Києві були придбані струнні інструменти. Йосип Терентійович організував музичний гурток, куди входили дорослі, а також учні. Коли гуртківці навчилися грати — почали виступати на колбудівській сцені, то завжди зал був переповнений. Йосип Терентійович складав частівки, які виконували гуртківці на недбалих громадян (п'яниць, хуліганів). Струнний гурток знали люди і в навколишніх селах, бо гуртківці давали концерти в них. На районних олімпіадах виборювали завжди перше місце. Драматичний гурток, яким керував Заремба Я. К. ставив п'єси «Шельменко-денщик», «Пошились у дурні», «Мартин Боруля», «Наталка Полтавка». Були при клубі декламатори, які декламували твори Т. Шевченка, М. Руданського, Л. Глібова та ін.
Поступово сільбуд перетворився в центр культурно-масової і політичної роботи. В 1930 р. був перейменований у клуб. До Сільниці почали приїздити художні колективи з інших сіл, кінопересувка, а з середини 50-х років встановлена стаціонарна кіноустановка. Кіномеханіком працював В. Сафронюк, мотористами В. Мазур та П. Крижанівський. Завідуючим клубом працював Мазур Яків Терентійович, якого згодом обрали головою сільської ради, а клуб очолив Дмитрук Василь Васильович. Але війна перервала мирне життя. Під час окупації ніяка культурно-масова робота не проводилася. А якщо молодь в свято збереться десь на вулиці, то румунські окупанти розганяли молодь, і навіть били і забороняли збиратись.
Сільська бібліотека була організована в 1930 році. До 1990 року на території колгоспу «Авангард» діяло дві бібліотеки в Сільниці і Лука-Жабокричі з книжковим фондом до 20 тис. книг. Завідуючими бібліотеками були Тимощук Н. Г. і Дубій Є. І., а з 1974 року — Н. Ронська.
В 1967 році за рахунок колгоспу «Авангард» був побудований новий Будинок культури (БК) на честь 50-річчя СРСР (директор Баланюк І. П.), який став центром культурно-масової роботи обох сіл. При Будинку культури діяли гуртки: хоровий (кер. Войнаровський Є. Н., згодом Кравець М. І.), драматичний (кер. Тимощук Н. Г.), жіночий вокальний ансамбль (кер. Кравець М. І.), вокально-інструментальний ансамбль (кер. Заремба М. К.), агітаційно-художня бригада, фольклорний ансамбль доярок. В БК завжди можна було відпочити не тільки молодим, але й літнім людям. До послуг відвідувачів були шашки, шахи, доміно, більярд. В 1973 році придбано духові інструменти і був створений духовий оркестр (кер. Черниш П. І.), який утримувався за кошти колгоспу «Авангард». При клубі відбувалась урочиста реєстрація шлюбів. З 1974 року директором БК працювала Тимощук Н.Г, яка приклала багато зусиль, організаторських здібностей, щоб піднести роботу БК на вищий рівень. За добре поставлену роботу в 1979 році Будинку культури було присвоєно звання культо-освітньої установи відмінної роботи. Був відзначений грамотою і дипломом хоровий колектив. Агітаційно-художня бригада двічі брала участь в обласному огляді цих колективів і була нагороджена грамотою і дипломом обласного огляду агіткульт-бригад. У 1982 році на обласному огляді зайняла 3 місце і нагороджена грамотою. Гуртківці Сільницького БК систематично виступали на різних оглядах художньої самодіяльності в районі й області.
Значну роботу проводили бібліотекарі Є. І. Дубій і Н. О. Ронська. Вони систематично проводили читацькі конференції, разом з працівниками БК усні журнали, організовували пункти видачі книг на МТФ, в тракторних бригадах. Загальний бібліотечний фонд становить 22 тис. примірників книг. Бібліотеки передплачували понад 40 екземплярів газет і журналів. В 1985 р. бібліотеки були об'єднані і завідувачкою стала Н. О. Ронська.
При будинку культури діяли майстрині художньої вишивки В. К. Ксилиця, О. Ф. Чорнокульська, Ликера Майданюк. Діяв гурток народних промислів, де охочі мали змогу навчатись плетінню з лози, соломи, виготовлення дерев'яних ложок (кер. Заремба М. К.). Роботи майстрів і гуртківців експонувались на виставках в БК і районі. Чорнокульська О. Ф. та Заремба М. К. стали лауреатами III Всесоюзного фестивалю народної творчості.

## Релігія і церква
До 1928 р. в селі Лука-Жабокрич функціонувала церква, яка знаходилася поряд з початковою школою. Це місце фактично було околицею села. В 1928 р. церква згоріла.
Розповідає вчителька-пенсіонерка М. Л. Траченко:
«Біля початкової школи на одній садибі містилася гарна дерев'яна церква, яка згоріла в 1928 р. Це було в неділю. Я тішилася братиком, який народився цього дня, і пішла до тітки Ольги Кондратюк. Вона була віруючою людиною, ходила до церкви і співала в церковному хорі. Біля тітчиної хати я помітила величезний стовп диму і вогню. То горіла церква. Тітка побігла гасити, але на місці церкви застала лише згарище. На місце пожежі збіглися люди з Лука-Жабокрича і Сільниці, але врятувати церкву було неможливо. Ходили чутки, що церкву підпалив староста Пилипчак Григорій.»
До 1783 р. в селі Сільниці існувала греко-католицька церква, дерев'яний будинок якої знаходився на пагорбі біля ставка, що у верхів'ї р. Сільниця. «До 1783 г. существовала униатская церковь. Церковной земли: усадебной — 3 десятиньї 627 сажней, пахотной — 25 десятин, сенокос с лесом — 12 десятин, 5,18 сажней, хутора 18 десятин». (З книги «Труди Подольского Єпархального исторического комитета». 1901. Стр. 178).
Згодом стараннями прихожан, трохи нижче на підвищенні був побудований новий будинок церкви в ім'я Різдва Богородиці. Будинок був дерев'яним — однокупольним. Пізніше будинок був перебудований, поставлений на кам'яну основу, покритий жерстю, пофарбований зовні і в середині, а іконостас оновлений. До 1825 року священиком був Семен Левицький, який перейшов з греко-католицизму в православ'я. У дарственній, яка знаходилась в церкві записано його ім'я. З 1825 по 1838 рр. священиком був Йосип Семенович Левицький (могила якого була в східній частині церковного двору). З 1838 по 1861 рр. приход займав священик Іоан Нестеровський. В 1861—1862 рр. — Іоан Завойчинський. З 1862 по 1864 рр. сільницький приход був без самостійного священика. З 1864 по 1892 рр. священиком був Павло Трифонович Гладкевич. Він привів у належний вигляд храм, а також побудував будинок для священика і користувався церковними землями. Помер П. Т. Гладкевич 11 січня 1892 р. і похований біля церкви з південної сторони. Могила (цегельний склеп) з металевою огорожею, вилита меморіальна чавунна плита зруйновані в 1934 році. Після смерті П. Т. Гладкевича парафію прийняв священик Боніфатій Корніч, який обслуговував два приходи: Сільницький та Лука-Жабокрицький.
У 1906 році приходи були поділені. Лука-Жабокрицький приход обслуговував син Петро Боніфатійович Корніч, а Сільницький — отець Боніфатій. З 1921 р. Сільницький приход обслуговував Василь Корніч (син отця Боніфатія, брат Петра). В 1929 році отець Василь був переведений в с. Велику Вулигу. Сільницький приход обслуговував отець Костянтин, який в 1930 р. виїхав із села, а на його місце присланий отець Макарій Козловський, який проводив службу в церкві, що діяла до 1934 р. В 1934 р. його заарештували і посадили в Брацлавську тюрму.
З цього часу ставлення влади до релігії й церкви стало нестерпним. Віруючих людей влада зневажала. Церква в селі була зруйнована в 1934 р. місцевою владою при підтримці сільських активістів Павла Баланюка, Петра Юзькова, Мусія Заремби, Нестора Поліщука. Активісти скинули хрести і дзвони, які побилися, а потім розібрали куполи і зробили на стінах звичайний верх. В цьому приміщенні відкрили сільський клуб, але відвідували його дуже мало молодих людей. А тому будинок було передано колгоспу «Перемога» під зерновий склад, а потім його розвалили. З цього матеріалу колгосп побудував на території господарства двоповерховий зерновий склад, який після війни орендувало Юрківське заготзерно. Під час окупації в одному з шкільних будинків було обладнано «Молитовний будинок» де проводилася церковна служба. Він діяв до 1946 року. Будинок був переданий школі. Віруючі люди ходили молитися в Шуру-Копіївську або Левківську церкви. Так було до розпаду СРСР.
В 1981 році в селі була збудована типова школа, а старі шкільні будинки передані колгоспу. В 1995 році два будинки були повалені, а в третьому з ініціативи В. Ворожбита, Г. Чорнокульської, проводиться служба дотепер. З 1998 р. службу проводить молодий священик Віталій Частковський, який обслуговує Юрківку.
В селі є два кладовища. Одне під лісом «Грабиною» дорогою на Юрківку, друге біля польового стану колишнього села Лука-Жабокрич дорогою на Тульчин.
З 12 квітня 1997 р. розпочалося будівництво нової церкви, ініціаторами якого були В. Ворожбит, Г. Чорнокульська, О. Колісник, А. Макаринська, Г. Шклярук.